# Église Saint-Martin de Cérilly (Côte-d'Or)
Pour l’article homonyme, voir Église Saint-Martin de Cérilly.
L'église Saint-Martin est une église catholique située à Cérilly en Côte-d'Or dont la construction remonte essentiellement au XIIe siècle.

## Localisation
L’église Saint-Martin est située au centre du village de Cérilly.

## Historique
L'appartenance de Cerilly au prieuré de Souvigny est confirmée par une bulle du pape Pascal II dès 1100. L’église date de cette époque pour sa partie orientale et de la fin du siècle pour le reste avec des voûtements et ajouts au XVe siècle et quelques apports ultérieurs. 

## Architecture et description
L'église primitive repose sur une nef de cinq travées voûtées en arc brisé avec bas-côtés voûtés d'arêtes, un transept avec deux absidioles en hémicycle et un chœur formé d'une travée et d'une abside également en hémicycle. Au XVe siècle, ajout de quatre chapelles contre chaque mur gouttereau. L'édifice prend sa forme définitive au XIXe siècle avec la construction d'une chapelle au nord et d'une tourelle d'escalier.
Le clocher, à la croisée du transept, a conservé son soubassement carré primitif sur lequel un étage octogonal a été rebâti à la fin du XIIIe siècle avec des fenêtres en arc brisé. En 1645, l'aiguille en pierre haute de 77 pieds s’écroule et doit être remplacée par une flèche en charpente à huit pans.

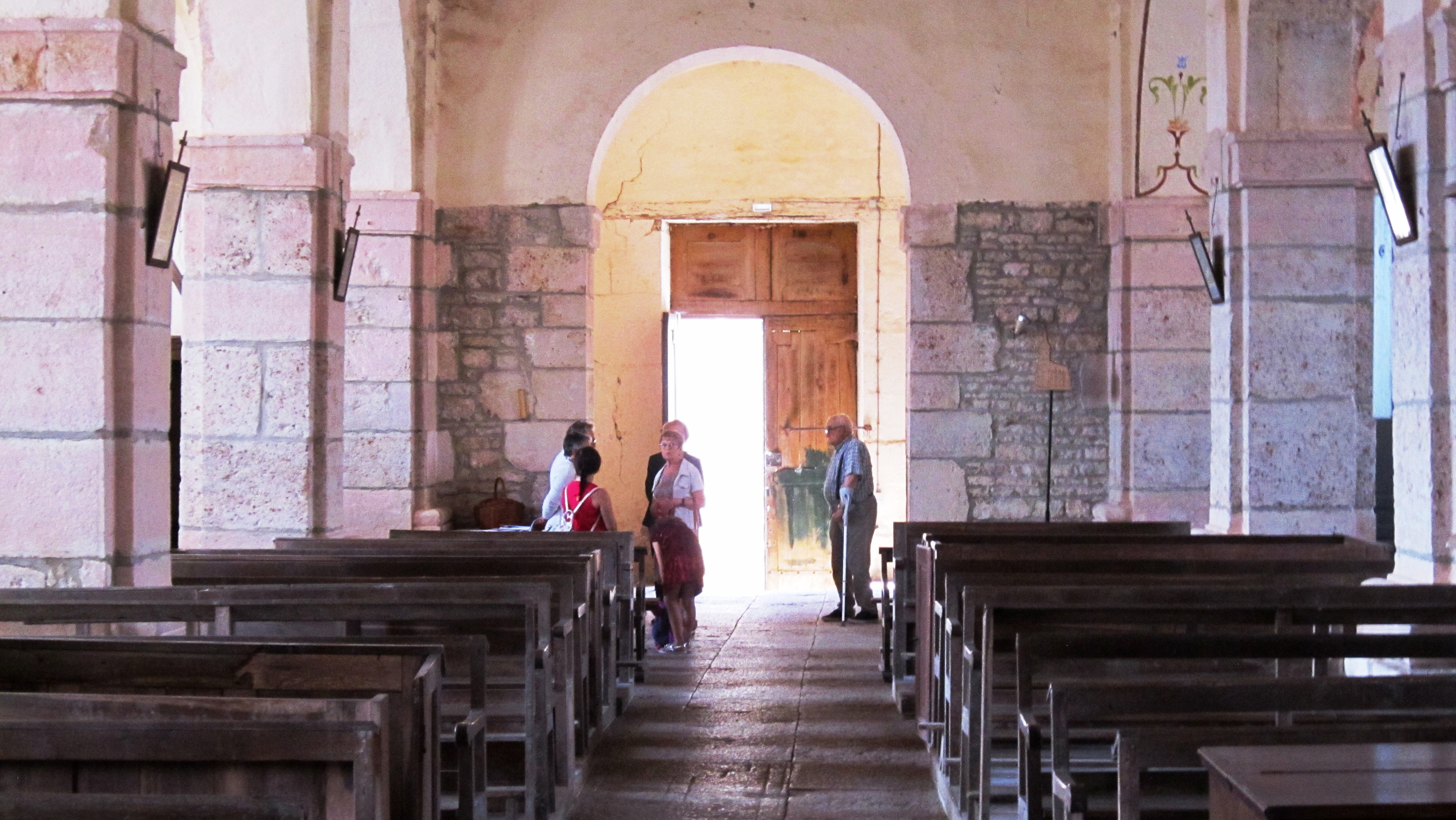
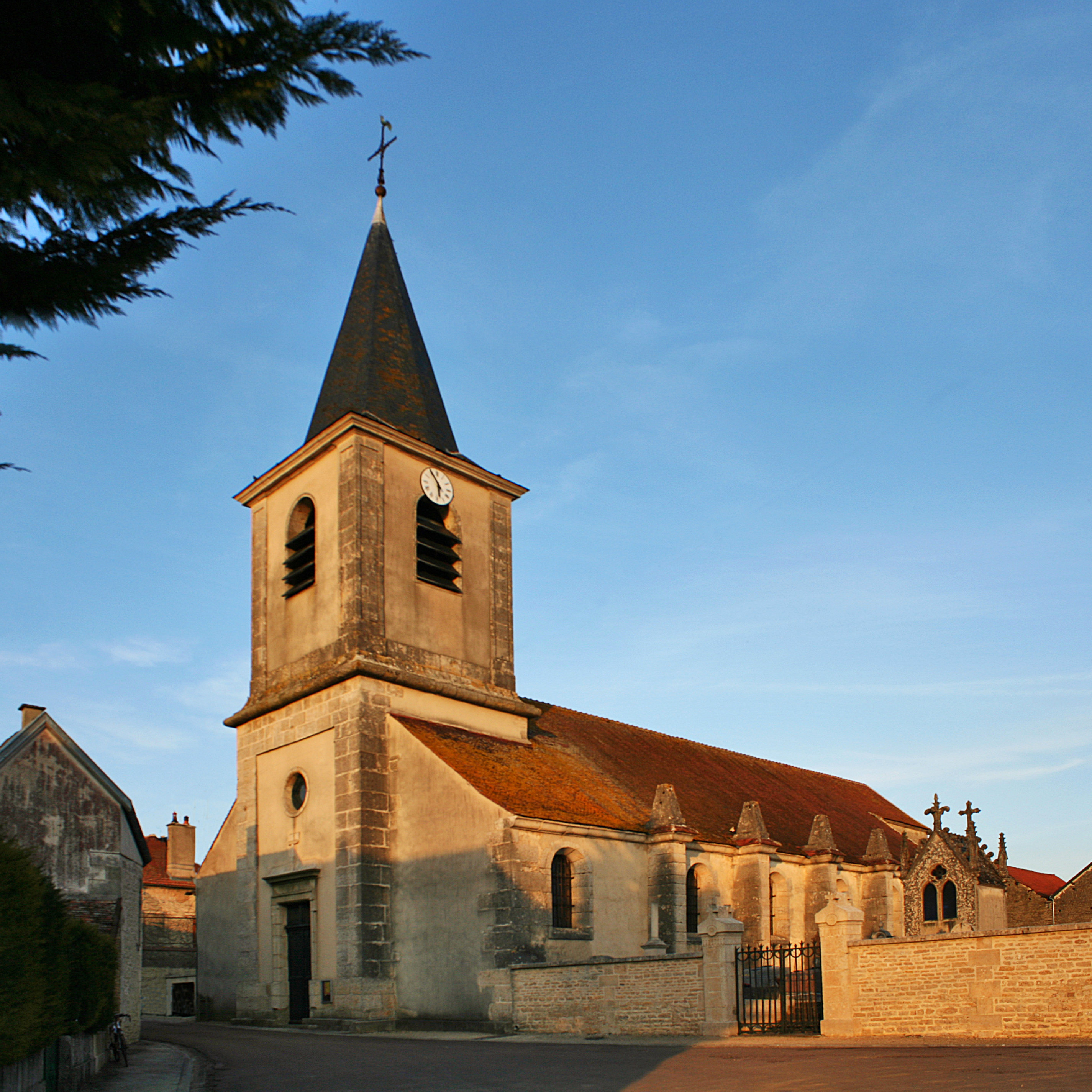
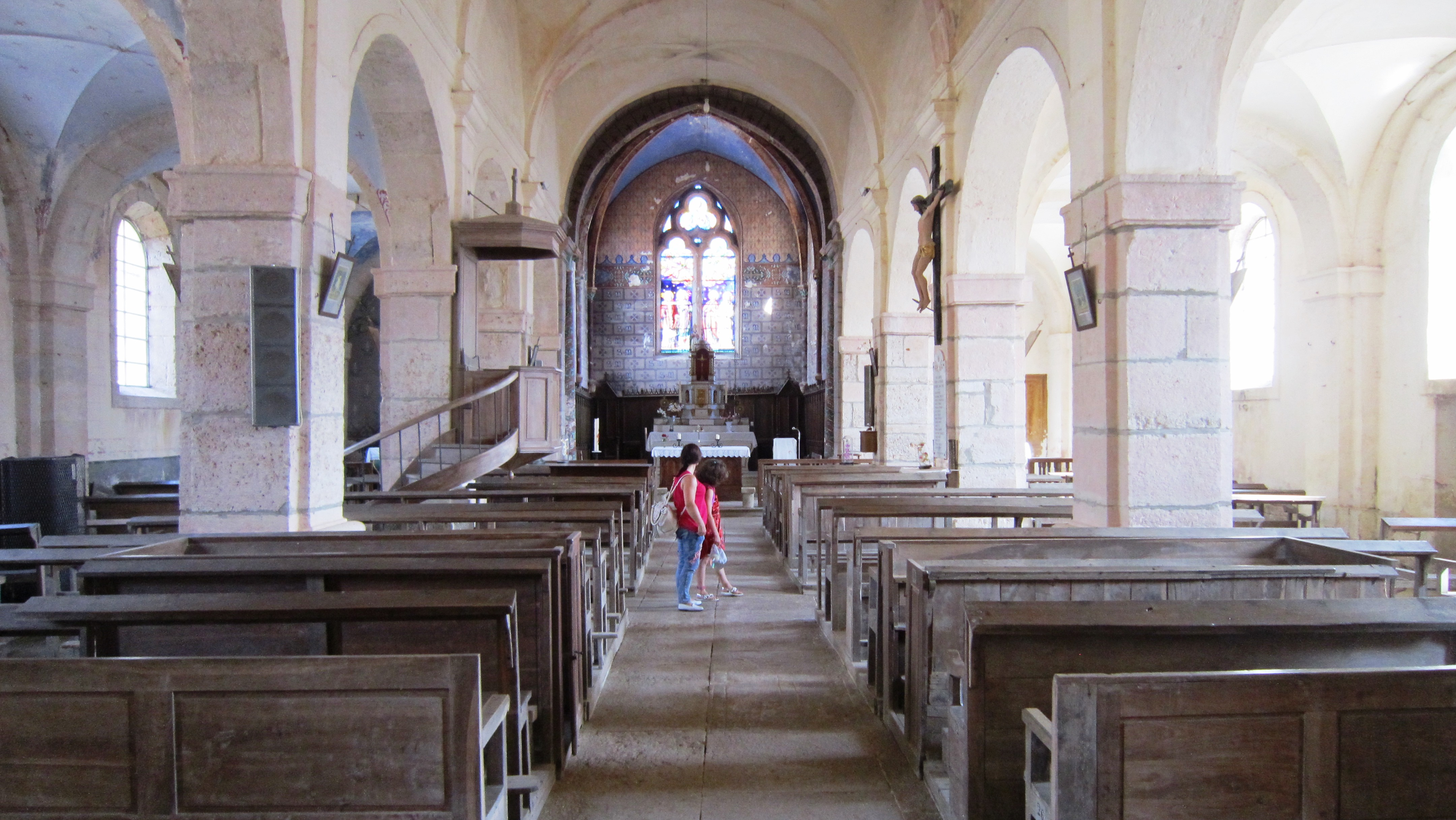

## Mobilier
- Fonts baptismaux datés de 1669, avec une cuve à godrons sur piédestal figurant quatre enfants.
- Peintures murales du XIXe siècle.
- Vitraux
- Boiseries de choeur et cathédre
- Statuaire remarquable XIIIe / XVIe siècle[2] : La Charité de saint Martin en bois polychrome, Vierge à l'Enfant, sainte Brigitte d'Irlande[1].

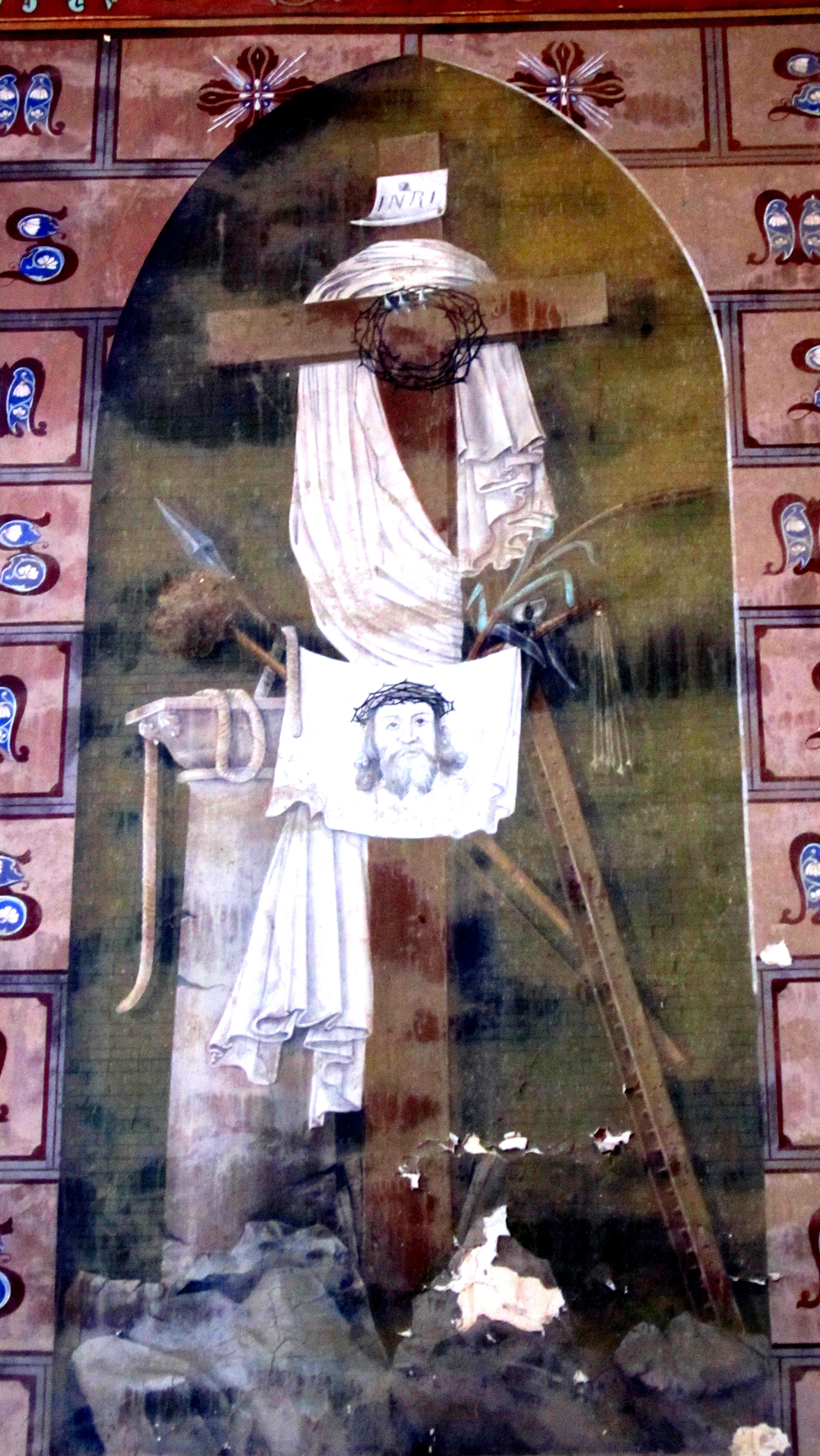
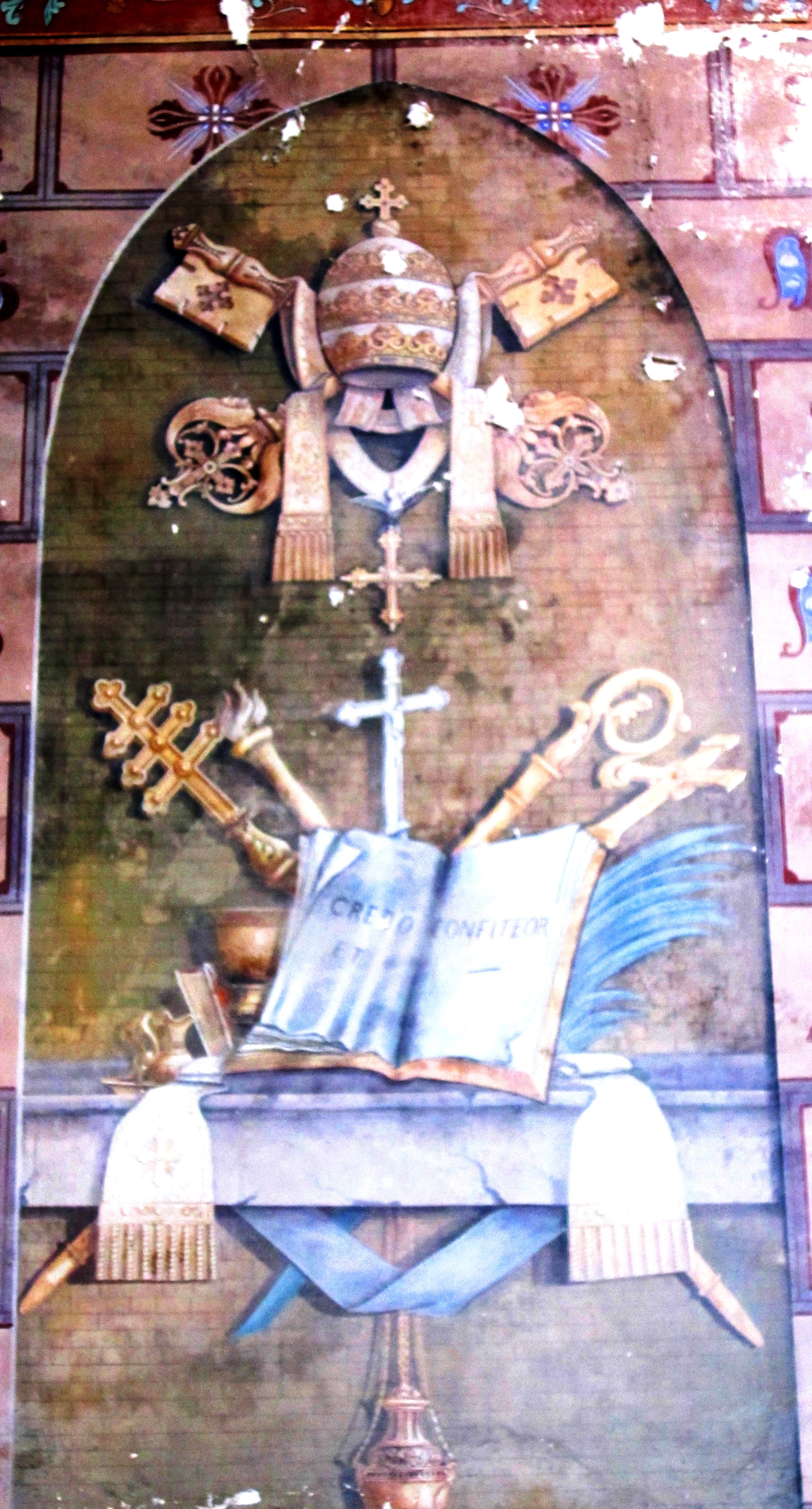
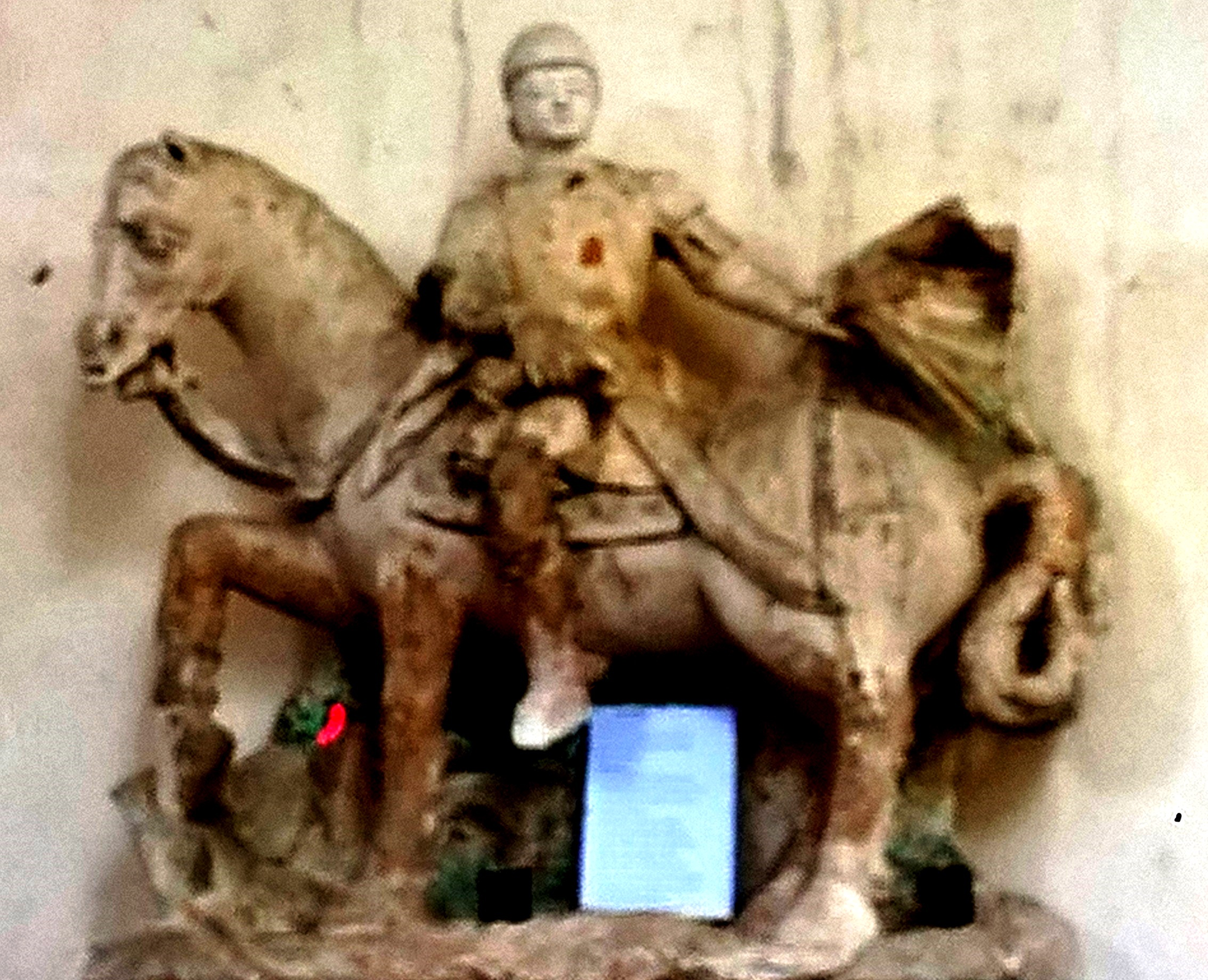
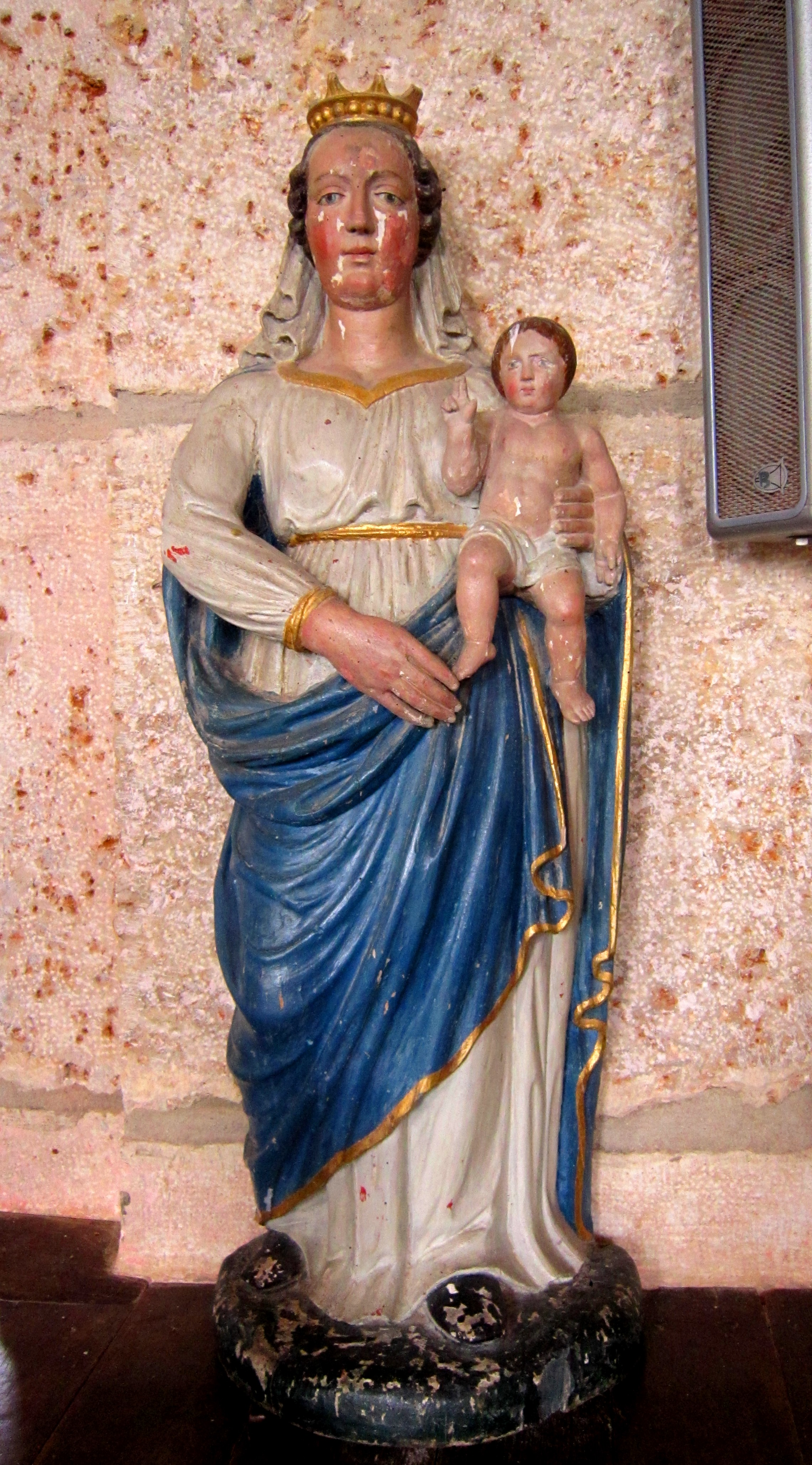
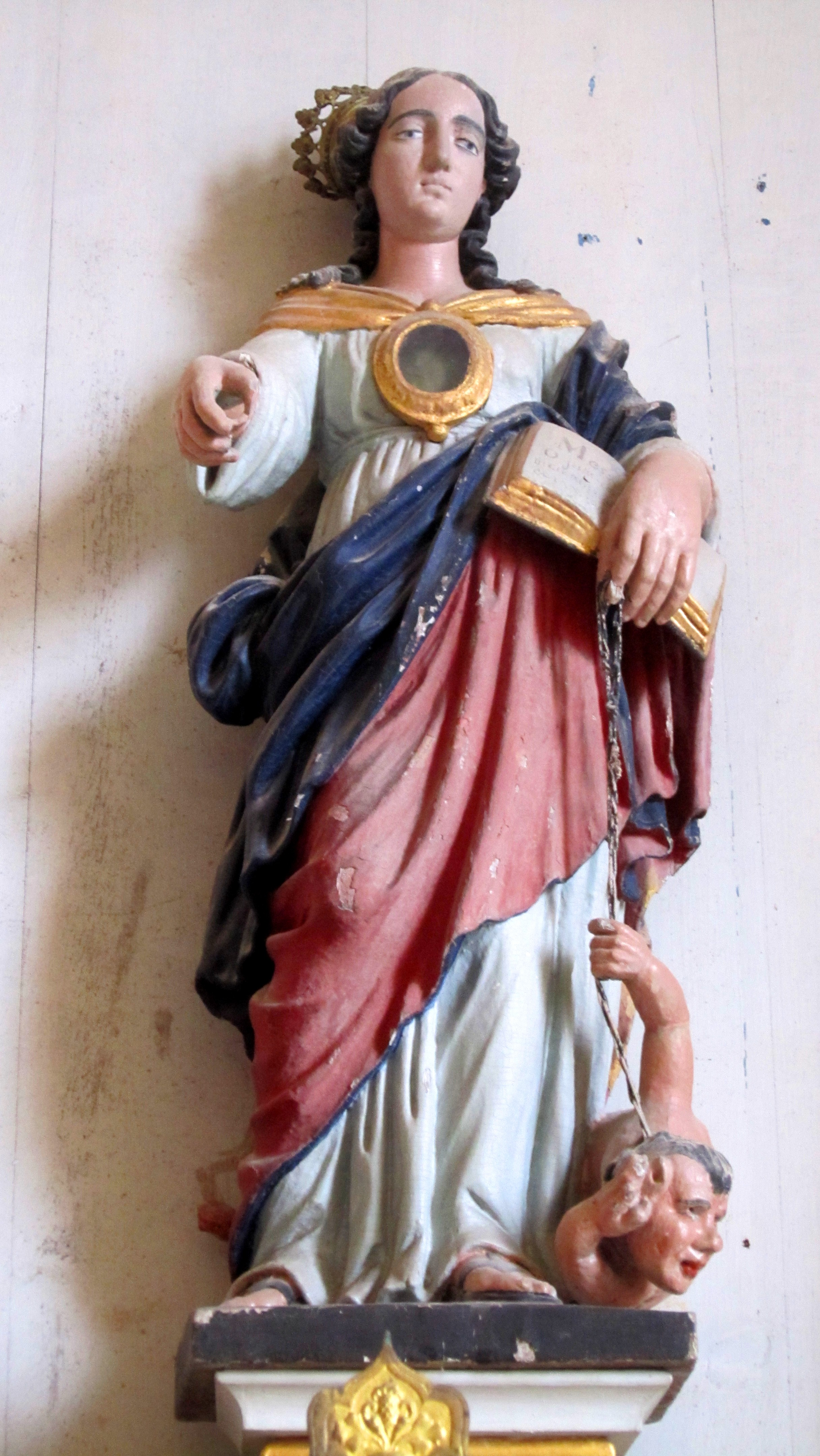